# Aegus variegarus
Aegus variegarus là một loài bọ cánh cứng trong họ Lucanidae. Loài này được Didier & Sguy mô tả khoa học năm 1953.